# 花月 (能)
『花月』 (かげつ) は、能の遊狂物の一曲である。京都清水寺の稚児花月と父との再会を花月の遊芸を交えて描く。

## 登場人物
- シテ: 花月
- ワキ: 諸国一見の僧（実は花月の父）
- アイ: 清水寺門前の人

## 作品構成
清水寺に辿り着いたワキは元筑紫国英彦山の人、左衛門である。彼は7歳になったわが子が失踪したことに世をはかなみ出家し、諸国を巡っている。清水寺に参詣した際近所に面白いものはないかと寺男にきくと、門前に面白い遊芸をする稚児（花月）がいるとのことである。寺男の勧めでその少年の舞を見ると、まさに我が子であることに気付く。聞けば花月は天狗に攫われ諸国の山を巡ったという。再会を喜んだ父子は一緒に修行の道を歩むのであった。

## 解説
一般的に親子邂逅譚では親子恩愛の情趣が見どころになるが、本作はそれが薄く、次々に展開されるシテの芸、「芸尽くし」が見どころとなっており、能の中でも特に華やかな作品である。
また本作には、美少年趣味、中世寺院における僧の稚児愛玩の趣向の側面があり、特に「小歌」の謡の内容や演出には男色的要素が顕著にみられる。現行の演出では、シテ（花月）がアイの肩に手を置き（もしくは腰に手をかけ）、アイがシテの顔や口を扇で覆い、謡と共に二人が舞台を回るというもので、能の中では特異な演出となっている。とはいえ、曲の細部まで美少年趣味が満ちているわけではない。花月を攫った天狗とは、少年を誘拐した人買いか山伏の比喩だと言われる。中世の寺院では稚児にする少年の買い取りも行っており、人買いがその供給を担っていた。

## 芸尽くし
- 花月の名乗り - 自分の名前にある「花」と「月」を様々なもの（花、瓜、菓、火、果）にかけ、我こそは天下の名僧だという。
- 小歌 - 閑吟集にも収められた恋を題材にした室町時代の歌謡。
- 弓之段 - 一旦は鶯を狙うが殺生戒のため中断する。
- 曲舞（くせまい） - 清水寺縁起。
- 羯鼓舞 - 天狗と共に山を巡った思い出。各地の有名な山が言及される。

## 関連作品
- 『自然居士』、『東岸居士』 - これらも喝食の芸尽くし物。
- 『田村』、『遊行柳』 - 清水寺縁起が含まれる。